# トーク・ロック
トーク・ロックは、TwellVで2012年1月22日にスタートしたトーク番組である。

## 概要
各界の著名人が会ってみたい、話して見たい著名人を指名し、ホスト役として相手を迎える番組。今回のゲストが次回のホストになる。

## 放送時間
- 日曜日 18:00 - 18:30

## 出演者
- 1月22日：乙武洋匡（作家）×栗城史多（登山家）
- 2月5日：栗城史多×猪子寿之（チームラボ代表）
- 2月19日：猪子寿之×中條寿子（元・小悪魔ageha編集長）
- 3月11日：中條寿子×岡留安則（元・噂の真相編集長）
- 3月25日：岡留安則×菅伸子（菅直人前内閣総理大臣夫人）
- 4月8日：菅伸子×辻元清美（衆議院議員）
- 4月22日：辻元清美×塩谷瞬（俳優）
- 4月29日：塩谷瞬×紫舟（書家）
- 5月13日：紫舟×小林幸子（演歌歌手）
- 5月27日：小林幸子×鶴賀若狭掾（新内浄瑠璃演奏家）